# 月箱
『月箱』（つきばこ）は、同人サークル「TYPE-MOON」（現在は活動停止中）が同人サークルとしての活動終了に当たり、それまでに製作したゲーム『月姫』、『月姫PLUS-DISC』、『歌月十夜』の3つをまとめて再発売した「グレートブラボーボックス」（当サークル談）である。なお、実際に収録された『月姫PLUS-DISC』は、追加要素を加えた『月姫PLUS+DISC』として収録された（追加要素以外は同じ内容）。

## 概要
- 2003年4月2日、TYPE-MOON公式サイトのトップページ（TYPE-MOON）にて、同年4月29日のコミックレヴォリューション33への参加を以って同サークルの活動終了することと商業への移行の旨が告知される。
- ほぼ同時に、『月姫』シリーズ3作を詰め込んだ『月箱』の頒布が告知される。
- 同2003年4月29日にコミックレヴォリューション33が開催され、『月箱』頒布。同イベント終了後、各同人ショップにて委託販売が行われる。

## 内容
- 頒布価格はイベント頒布価格が2000円、委託販売分は2500円。
- 内容としてはこれまでにTYPE-MOONが製作した『月姫』、『月姫PLUS-DISC』、『歌月十夜』をまとめて販売したものである。ただし、前述の通り、『月姫PLUS-DISC』は製作サイドの裏話を収録した「げっちゃ2」や、ゲスト作家による特別イラストを収録した『月姫PLUS+DISC』として収録された。『月姫PLUS-DISC』の収録内容そのものは完全に同じ内容で収録されている。
- 『月姫PLUS-DISC』の追加要素以外の追加エピソード、ストーリー、シナリオなどはない。しかしいくつかのBGMが月箱用にアレンジされている。前述のサイト内でのゲーム紹介には「同人サークルTYPE-MOONからファンの皆様へ贈る最後の、ほんの小さな贈り物です。」とある。
- しかし2010年現在ではその『月箱』自体ショップでは売切れており、インターネットオークションなどでは1万円から3万円の高値で取引されている（中古ソフトを扱うショップでも状況は同じだが、元々箱の中のCDケースは梱包されていないので、使用・未使用の判定が難しいとのこと）。
- TYPE-MOON側は、『Fate/hollow ataraxia』に続く次回作の一つは『月姫』の商業リメイク作であることを発表している。
- ゲスト作家は総勢14名。逢倉千尋、赤井孝美、現津みかみ、池上竜矢、梶島正樹、経験値、しゃあ、武梨えり、中央東口、剣康之、中村哲也、中村博文、結城辰也、るろお（五十音順）が参加している。